# Anoecia panici
Anoecia panici är en insektsart som först beskrevs av Thomas 1878.  Anoecia panici ingår i släktet Anoecia och familjen långrörsbladlöss. Inga underarter finns listade i Catalogue of Life.